# DJパニック
DJパニック（DJ Panic、1975年11月24日 - ）は、オランダのライブDJ・音楽プロデューサーの変名であり、主にハードコア・ハウスのミュージシャンと、オールドスクール・ヒップホップのハードコアを作成している。2007年には、ネオファイト・レコードよりパニック名義でリリース、他にOffensive Recordsとロッテルダムレコードでリリースをしている。本名はDennis Copier。ロッテルダム出身。
ディスコPompeïでプレイしている時にDJポール・エルスタックの耳に入り、彼はエルスタックのレーベルとの契約を手に入れた。初期の著名なオランダのハードコアDJたちを本当にパニックにして、更に多くのフェスティバルでDJプレイを行った。